# Gare de Smiths Falls
La  gare de Smiths Falls à Smiths Falls est desservie par le train Toronto-Ottawa de Via Rail Canada.